# Benjaminiomyces melanophthalmae
Benjaminiomyces melanophthalmae är en svampart som först beskrevs av Roland Thaxter, och fick sitt nu gällande namn av I.I. Tav. 2000. Benjaminiomyces melanophthalmae ingår i släktet Benjaminiomyces och familjen Laboulbeniaceae.   Inga underarter finns listade i Catalogue of Life.